# 伺服頻寬
伺服頻寬（英語：Servo bandwidth）定義為伺服機構可以追隨到的最高弦波命令頻率，一般也會指定命令的振幅大小。伺服頻寬表示伺服驅動器追隨快速變化命令的能力，一般會以Hz或rad/秒為單位。

## 說明
系統頻寬一般會定義為系統輸出振幅為輸入信號的{\displaystyle {\tfrac {1}{\sqrt {2}}}}時的頻率，不過應用在伺服系統時，這還不是一個精確的規格，因此不利於系統分析及開發。因為沒有指定計算頻寬時，輸入信號需要的振幅。
以下有一個簡單的例子作為說明。
假設要設計一個位置伺服控制系統，其規格如下：
- 頻寬：10 Hz
- 允許振幅範圍：± 50°

上述的規格還不足以建構實際的系統，規格中有潛藏的問題，沒有提到伺服控制需在振幅多大時，有10Hz的頻寬。可能有些設備商會在振幅為±20°時的上昇時間為0.025秒（10 Hz弦波），有些設備商會在振幅為±50°時，要求有有相同的上昇時間，兩者的加速度需求差異很大。
因此可知，若只給伺服頻寬，沒有同時定義量測頻寬時的振幅，其實是沒有意義的。